# Katō (Hyōgo)
Katō (加東市 Katō-shi?) es una ciudad localizada en la prefectura de Hyōgo, Japón. En abril de 2022 tenía una población estimada de 39.628 habitantes y una densidad de población de 250 personas por km². Su área total es de 157,55 km².

## Geografía

### Localidades circundantes
- Prefectura de Hyōgo
  - Nishiwaki
  - Miki
  - Ono
  - Sanda
  - Kasai
  - Tanbasasayama

## Demografía
Según datos del censo japonés, la población de Katō se ha mantenido estable en los últimos años.
| Año del censo | Población |
| ------------- | --------- |
| 1995          | 39.743    |
| 2000          | 40.688    |
| 2005          | 39.970    |
| 2010          | 40.181    |
| 2015          | 40.310    |